# Selles-sur-Cher
Selles-sur-Cher è un comune francese di 4 459 abitanti situato nel dipartimento del Loir-et-Cher, nella regione del Centro-Valle della Loira.
È delimitata a nord dal fiume Sauldre ed è attraversata dal canale di Berry e dal Cher.

## Origini del nome
Il nome deriva dalla forma plurale del termine latino del Basso Medioevo cella, nel significato di "cella del monaco in un monastero". Chiamata dapprima Cellule, poi Celle-Saint-Eusice, diventò Selles-Notre-Dame, quindi Selles-en-Berry prima di arrivare all'attuale Selles-sur-Cher.

## Storia
Secondo la tradizione, in questo luogo sant'Eusizio costruì nel VI secolo un oratorio che venne risparmiato da una piena del fiume. Nel 531, l'eremita predisse a Childeberto I, re dei Franchi la vittoria contro i Visigoti di Amalarico e al suo ritorno, il sovrano, per riconoscenza, fece costruire un'abbazia, segnando così la nascita del villaggio.

Dal 1145, l'abbazia fu governata dagli abati regolari dell'Ordine di Sant'Agostino e nel 1486, fu introdotta la pratica dell'in commendam e primo abate commendatario fu Jean-François de la Trémoille.
La città, il 5 gennaio 1563, durante le guerre di religione, subì l'attacco dell'artiglieria delle truppe protestanti dell'ammiraglio Gaspard de Coligny che, di ritorno dalla battaglia di Dreux, assaltò la città in cui si era rifugiato il clero cattolico con i tesori di tutte le chiese circostanti. Attraverso due brecce del muro, quattro compagnie di Reiter tedeschi irruppero nella città e la saccheggiarono, e il coro e la cripta dell'abbazia andarono distrutti.
Nel XVII secolo, Philippe de Béthune (1566–1649) conte di Selles e marchese di Chabris, trasformò il vecchio castello aprendolo verso il fiume Cher.
Tra il 29 gennaio e l'8 febbraio 1939, oltre 3.100 rifugiati spagnoli, principalmente donne e bambini, in fuga dopo la caduta della Repubblica Spagnola e l'avvento della dittatura di Francisco Franco, arrivarono a Selles-sur-Cher. Successivamente vennero accolti a Bois-Brûlé, nel comune di Boisseau.

### Simboli
È un'arma parlante ed è documentata nell'Armorial de France di Charles René d'Hozier del 1696.

## Monumenti e luoghi d'interesse

### Il castello di Selles-sur-Cher

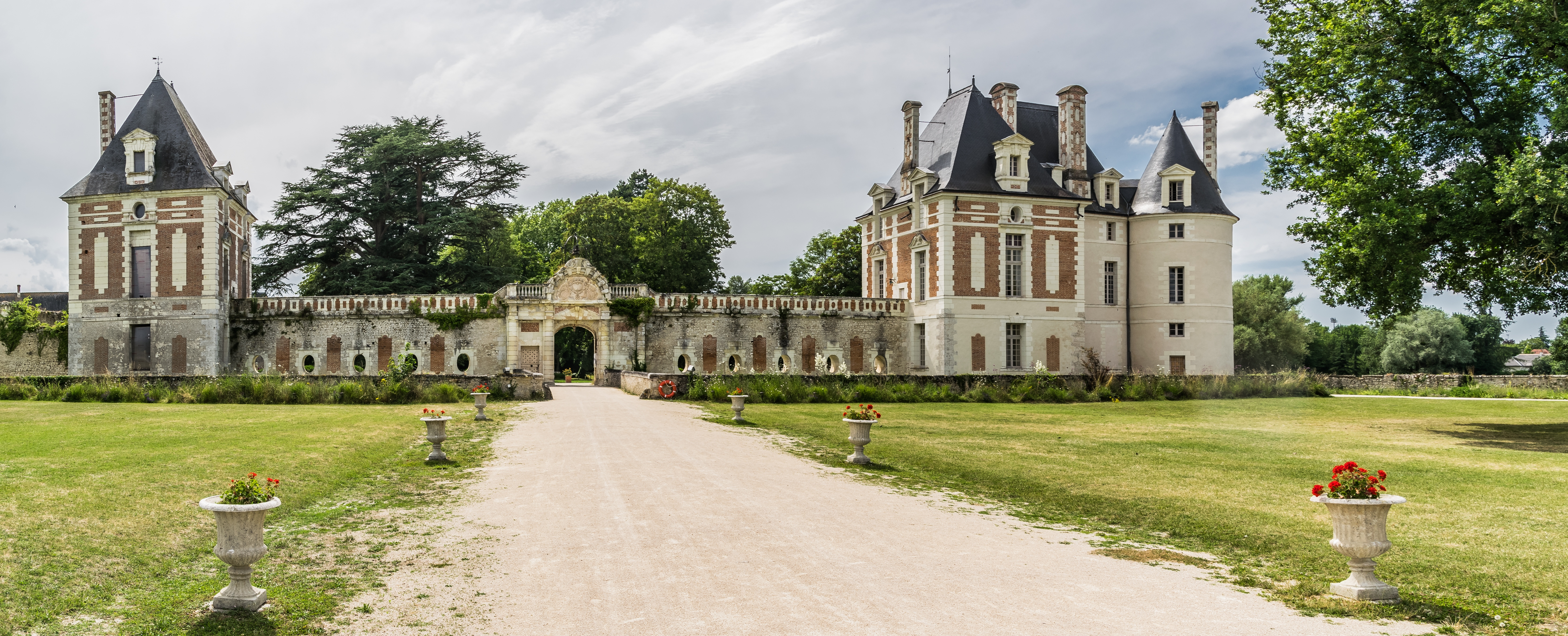
Il castello di Selles-sur-Cher

Il castello di Selles-sur-Cher è stato eretto in una posizione piuttosto isolata, tra le valli dello Cher e dell'Indre. L'edificio era anticamente usato dai gentiluomini che si recavano a caccia. Già fortezza medioevale, la sua costruzione risale al 935. Andato distrutto nel XVIII secolo, è stato successivamente ricostruito. Attualmente è di proprietà privata e la visita è possibile solo con accompagnamento. È allo studio una sua trasformazione in hotel.

### Abbazia di Notre-Dame-la-Blanche

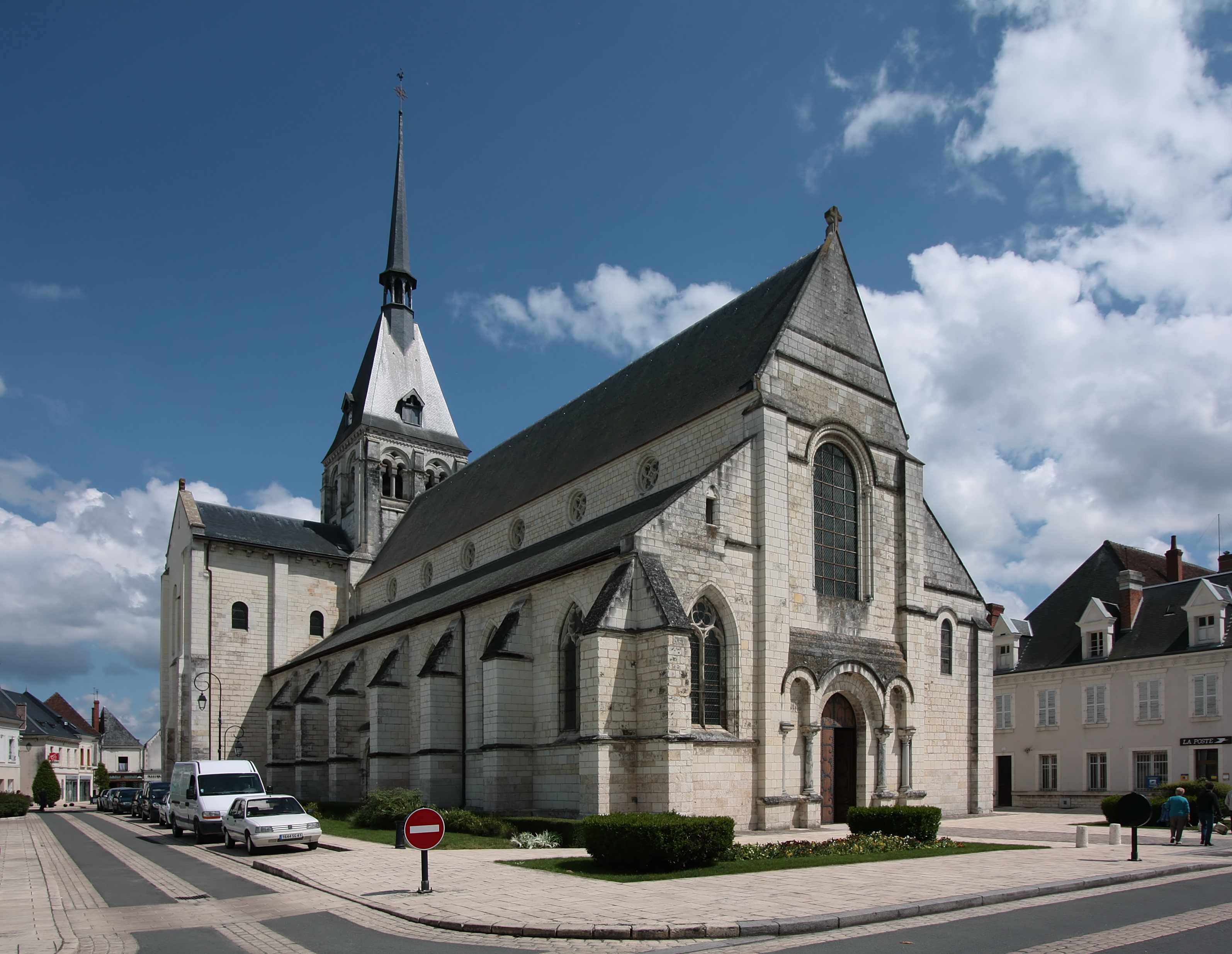
Abbazia di Notre-Dame-la-Blanche

L'abbazia di Notre-Dame-la-Blanche, chiamata anche abbazia di Saint-Eusice, venne costruita nell'XII secolo in stile romanico e nella sua cripta accoglie la tomba di san Eusizio di epoca merovingia.
L'edificio è stato classificato Monumento storico nel 1862. Nel 1882 è stato restaurato dall'architetto Anatole De Baudot.

## Società

### Evoluzione demografica
Abitanti censiti

## Amministrazione

### Gemellaggi
- Traben-Trarbach, dal 1990
- Sion